# Wenzel Krimer

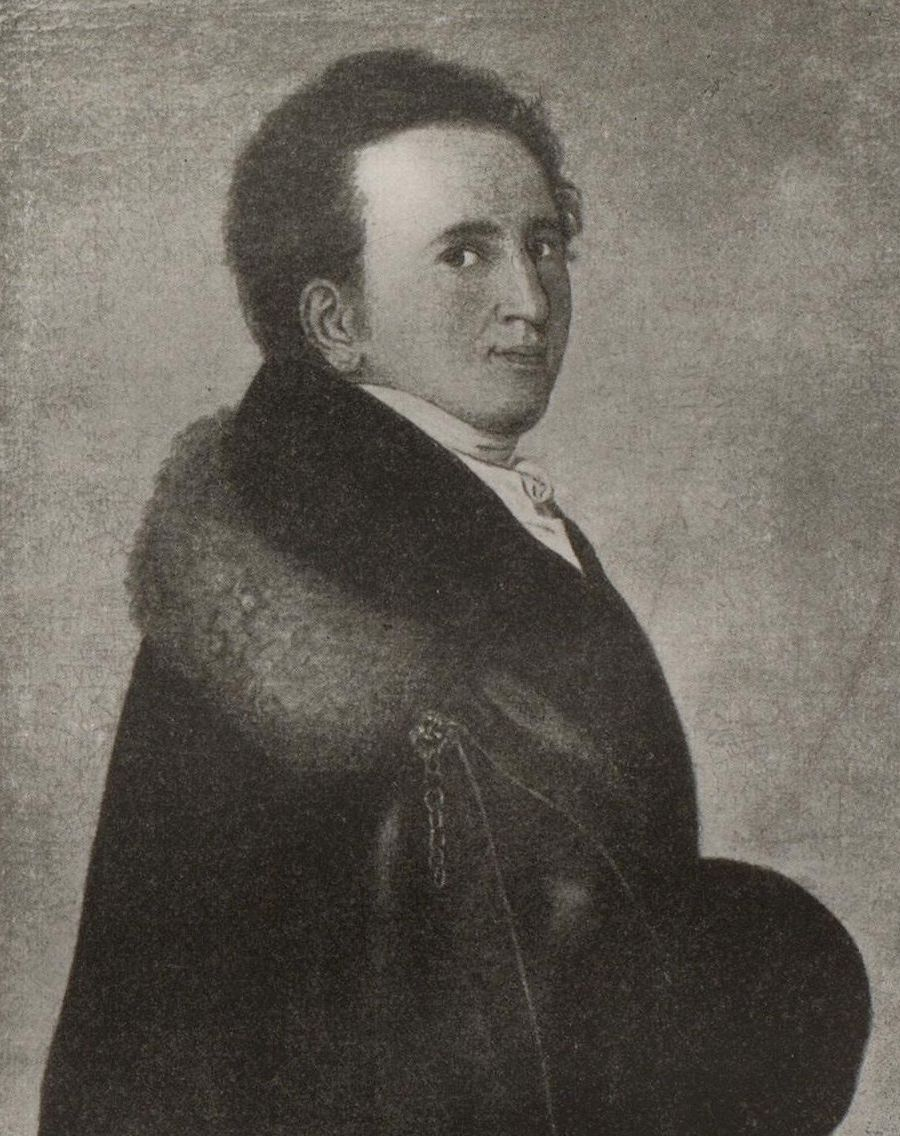
Wenzel Krimer

Johann Franz Wenzel Leonhard Krimer (* 12. September 1795 in Datschitz; † 22. November 1834) war ein deutscher Arzt und Anatom.

## Leben
Nach schweren Kriegserlebnissen (1805) und Verarmung seiner Eltern besuchte Krimer das Gymnasium im Kloster Neureusch in Mähren, wo er 1809 die Reifeprüfung ablegte. Dann nahm er am Italienfeldzug teil und nahm 1810 in Wien ein Medizinstudium auf. Aus der Akademie entlassen, war er 1813 Soldat im Lützowschen Freikorps und machte als Oberjäger den Feldzug mit. Anschließend war er Militärarzt in Dresden, Kulm und Leipzig und leitete danach das Typhusspital in Stadtilm. 1814 war er Militärarzt bei den deutschen Truppen in Frankreich, Flandern, Waterloo und Paris. Er erlitt insgesamt 13 Verwundungen in drei Feldzügen und überstand daneben zahllose Krankheiten, Unglücksfälle und Duelle.
Ab 1816 studierte er Medizin an der Universität Halle a.d. Saale, wo er 1818 promoviert wurde. Im Mai 1819 legte er in Berlin sein Staatsexamen ab, ging mit seinem Lehrer Friedrich Nasse an die Universität Bonn, wo er sich im Dezember des Jahres habilitierte und seine Antrittsvorlesung hielt.
Nach den vorausgegangenen Erfahrungen von Joseph Louis Gay-Lussac, Louis Jacques Thénard und Guillaume Dupuytren, müssen Krimers in Bonn ausgeführte Selbstversuche zur Wirkung eingenommener Verdünnungen von Flusssäure, mit der er bei Patienten versehentlich verschluckte Glasstücke im Magen auflösen wollte, als besonders kühn bezeichnet werden. Er entschloss sich aber, die Versuche trotzdem an sich selbst anzustellen, „da ich es für gewissenlos hielt, ein in dem Erfolge so unsicheres Verfahren bei einem anderen anzuwenden.“ Weil er mit zunehmenden Konzentrationen Gefahr für seine Gesundheit fürchtete, schloss er diese Versuche bald ab, glaubte aber, dass eine entsprechend starke Verdünnung im Notfall hilfreich sein könne.
Bis 1822 hielt er Vorlesungen in Bonn u. a. über Physiologie, Toxikologie, Tierheilkunde, ließ sich dann als „Praktischer Arzt und Operateur“ in Aachen nieder. Im Jahr 1833 beendete er ein Manuskript seiner Memoiren, das aber erst 1913 anlässlich der 100-Jahr-Feier der Befreiungskriege von seinen Nachkommen zur Veröffentlichung freigegeben wurde. Auf Krimer gehen die Krimerschen Verbandpäckchen für Soldaten zurück, die zwei Binden, ein Tuch und eine Handvoll Charpie enthalten mussten, allerdings erst 1869 allgemein eingeführt wurden.
Krimer starb am 22. November 1834 an Speiseröhrenkrebs und wurde in Aachen begraben.

## Veröffentlichungen
- Dissertatio Inauguralis De Vi musculorum in partibus a reliquo corpore seiunctis. Grunert, Halle 1818. (Digitalisat)
- Untersuchungen über die nächste Ursache des Hustens: mit Beziehung auf die Lehren vom Athemholen und vom Croup. Cnobloch, Leipzig 1819.
- Physiologische Untersuchungen: mit 3 Kupfertafeln. Cnobloch, Leipzig 1820. (Digitalisat)
- Versuch einer Physiologie des Blutes. Cnobloch, Leipzig 1823. (Digitalisat)
- Anleitung zu einer zweckmäßigen und sicheren Hülfsleistung bei Vergiftungen: eine Schrift für Jedermann. Urlichs, Aachen 1824. (Digitalisat)
- Ueber die radicale Heilung der Harnröhren-Verengungen und deren Folgen: nebst kritischen Bemerkungen über Ducamp's Heilverfahren gegen dieselben. LaRuelle & Destez, Aachen 1828; 2. Auflage 1836 (Digitalisat)
- Erinnerungen eines alten Lützower Jägers 1795–1819. 2 Bde., Lutz, Stuttgart 1913 (Memoiren-Bibliothek; Ser. 4, 13 und 14).